# Punniken

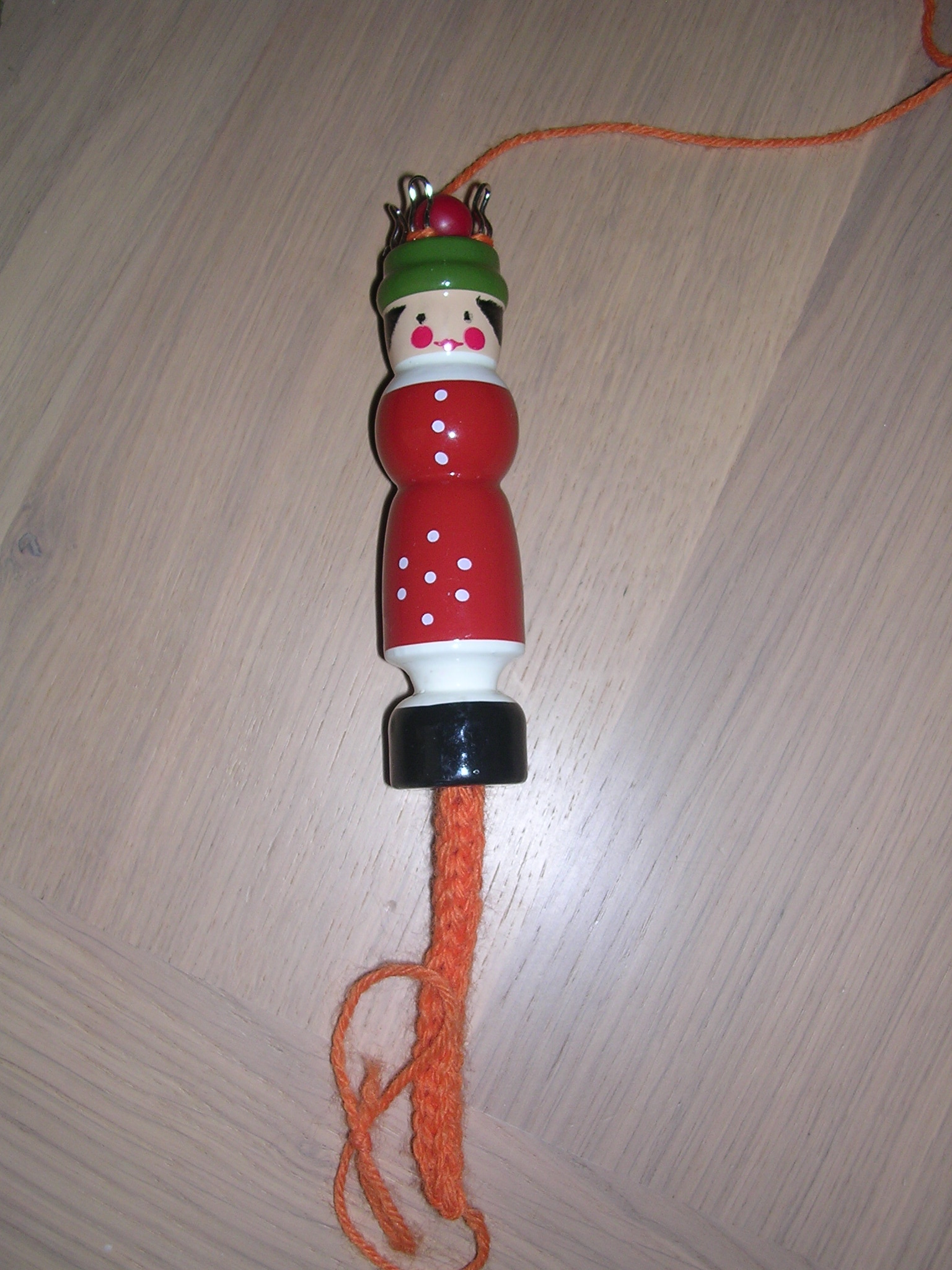
Punnik-popje met stukje gepunnikte draad

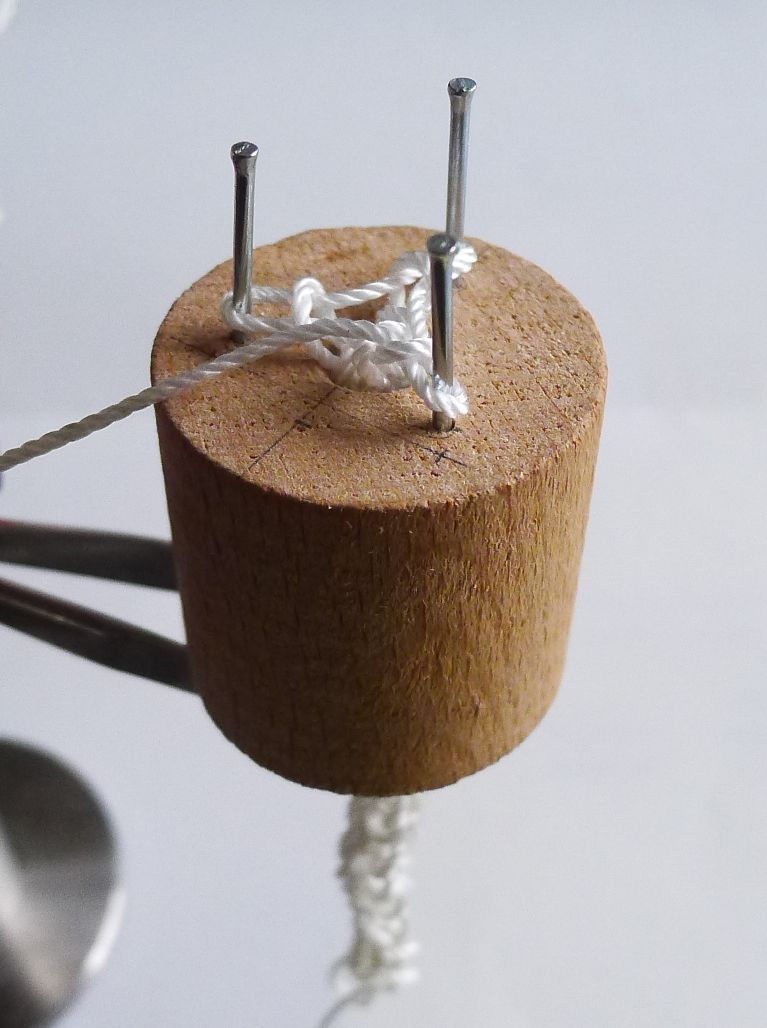
Een houten punnikklosje met drie spijkers

Punniken (of klosje breien) is een techniek om van een draad van (meestal) wol een holle streng te maken, daarbij gebruik makend van een punnikklosje en een haaknaald. Punniken is een eenvoudige vorm van rondbreien, de draad vormt rijen lussen waaraan de lussen van de volgende rij hangen. Van deze streng kunnen dan door technieken als naaien weer andere gebruiksgoederen worden gemaakt, of hij kan gebruikt worden als versiering. Door bijvoorbeeld de streng spiraalsgewijs op een mal te wikkelen en aan elkaar te naaien kunnen zaken als mutsen en handschoenen worden gemaakt. En door de streng in een zigzagpatroon te leggen kan bijvoorbeeld een sjaal worden gemaakt. De techniek behoort tot de hobbyistische handwerktechnieken.

## Constructie

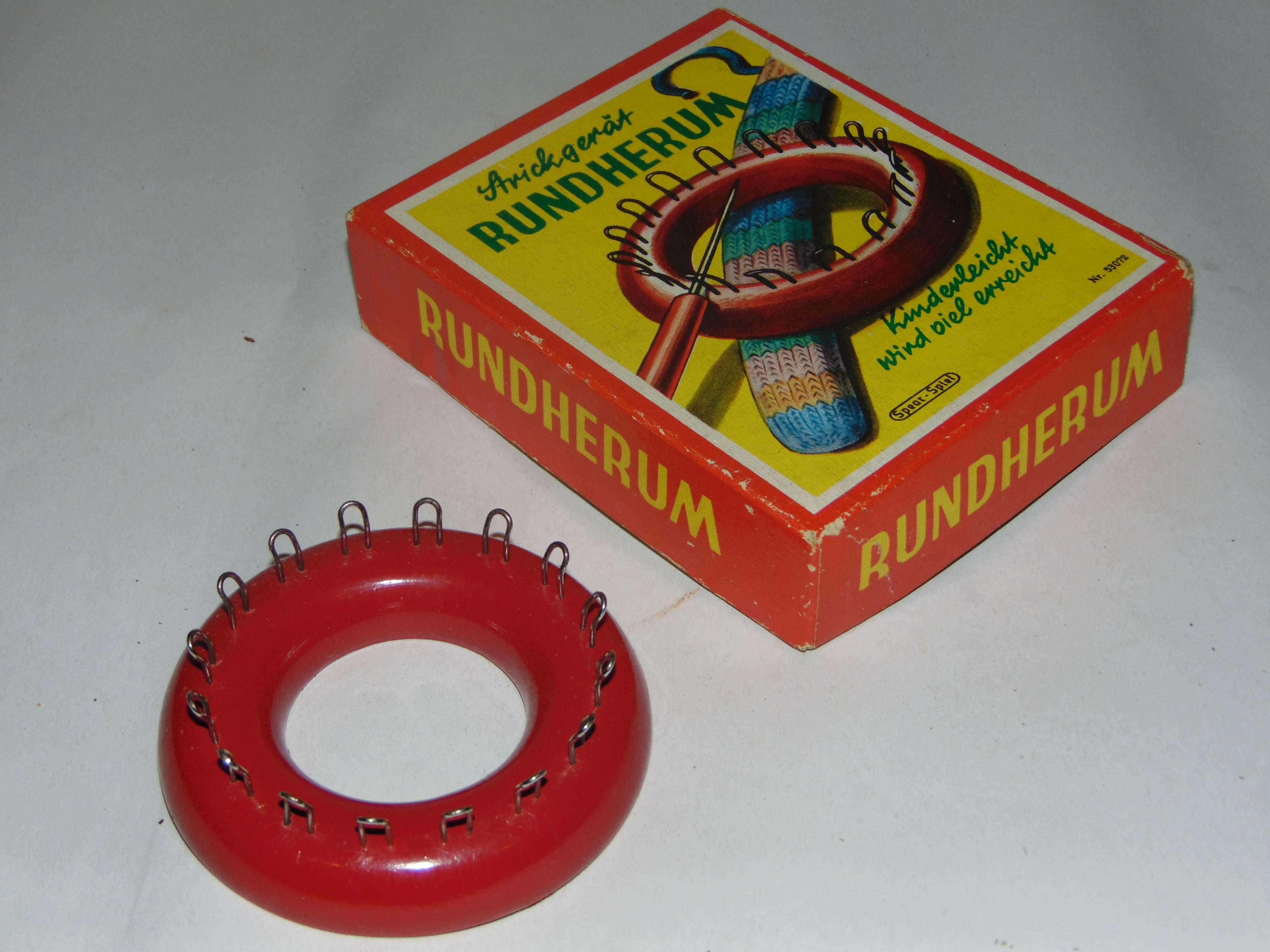
Duits punnikwiel uit de Tweede Wereldoorlog, collectie Bevrijdingsmuseum

Het klosje is vaak een cilindervormig stukje hout met een doorlopend gat in het midden, bijvoorbeeld een houten garenklosje. Bij de meestvoorkomede versie is in een van de vlakke zijden rond het gat op vier plaatsen een klein kopspijkertje geslagen. De kop van de spijker moet het losschieten van de lus tegengaan. Elke dikwandige buisvorm is in principe bruikbaar als klosje mits op een van de uiteinden spijkertjes kunnen worden bevestigd. In hobbywinkels zijn allerlei modellen te koop, meest van kunststof en met fantasievormen zoals een pop waarvan het hoofd de spijkertjes draagt. Het minimumaantal spijkers is twee, theoretisch is er geen maximum, maar hoe meer spijkers hoe langer het duurt voor een ronde is gemaakt. En hoe meer spijkers, hoe groter de diameter van de streng, het is daarom mogelijk om met voldoende spijkers bijvoorbeeld vingers en handpalm van een handschoen, complete sokken en dergelijke te punniken. Hiervoor zijn kunststof ringen in de handel met 32 metalen lussen in plaats van spijkers. Het aantal lussen dat daarvan wordt gebruikt hangt af van de benodigde diameter en dus bijvoorbeeld van de plaats van de handschoen of sok waar aan gewerkt wordt. Ook is het mogelijk om met een grote constructie en dik draad een soort kous te punniken waarin opblaasbare zitballen kunnen worden gestopt. Dit is gedaan bij een 72 meter lang kunstwerk dat door Dan Preston (beeldend kunstenaar), Holly Packer (sieradenontwerper) en het Superblue Team in het Jubilee Park in Canary Wharf (Londen) gedurende het weekeinde van 25 - 27 juni 2010 werd gemaakt.

## Werkwijze
Bij aanvang van het punniken wordt het begin van de draad van bovenaf (de zijde met de spijkers) door het gat gestoken, het uiteinde steekt aan de onderzijde een eindje uit, zodat de streng onder spanning gehouden kan worden. Voor het maken van de beginlussen zijn diverse mogelijkheden:
- De draad wordt achtereenvolgens eenmaal om het eerste spijkertje gewonden, het klosje wordt met de klok mee linksverdraaid tot het tweede spijkertje vooraan is, daarna op dezelfde wijze om het tweede en alle volgende. Er is zo een vierkant van draad ontstaan met de hoekpunten tegen de binnenzijde van de spijkertjes.
- De draad wordt met de klok mee achter een spijkertje gehaakt, het klosje een halve slag gedraaid en de draad in dezelfde richting achter het tegenoverliggende spijkertje. Dan wordt de draad om het in de wikkelrichting naastliggende spijkertje gehaakt en het tegenoverliggende spijkertje. Er is zo een kruis van dubbele draden ontstaan.

De richting van de lussen en de bijbehorende volgorde van de spijkertjes, linksom of rechtsom, is uitsluitend afhankelijk van persoonlijke voorkeur. Vervolgens wordt het klosje verder gedraaid en de draad boven het eerste lusje buitenom het spijkertje gelegd waarna met de haaknaald het lusje over de draad en de kop van de spijker wordt getrokken, waardoor een nieuw lusje ontstaat. Door dit te herhalen verkrijgt men een streng (ook wel: het 'gepunnikte' of het 'punniksel'). Met enige handigheid is het mogelijk om met meerdere draden te werken, zodat bijvoorbeeld kleuren gecombineerd kunnen worden.

## Punnikmolen
Met de punnikmolen kan automatisch worden gepunnikt. Bij de punnikmolen zijn de spijkers vervangen door op- en neerbewegende haken die de draad om de beurt grijpen en onder hun lusje doorhalen. De constructie met de haken draait rond in een behuizing die op de tafel kan worden geklemd. Het bewegende deel wordt aangedreven door een zwengel. Dit bracht hobbyisten ertoe een punnikmolen aan te drijven met een elektromotor of een boormachine om zo nog sneller en langer te kunnen punniken. De rondbreimachine (zoals de Addi Express, Prym Maxi Mill en Mattel Knit Magic) kan worden beschouwd als een grotere versie van de punnikmolen.  